# Sarah Vaughan Sings George Gershwin
Sarah Vaughan Sings George Gershwin — студийный альбом американской певицы Сары Воан, выпущенный в 1958 году на лейбле Mercury Records. Альбом представляет собой трибьют композитору Джорджу Гершвину.

## Отзывы критиков
| Оценки критиков               | Оценки критиков |
| Источник                      | Оценка          |
| ----------------------------- | --------------- |
| AllMusic                      | [ 1 ]           |
| Billboard                     | [ 2 ]           |
| Encyclopedia of Popular Music | [ 3 ]           |

В журнале Billboard назвали альбом «первоклассным», а такие мелодии как «Lorelei», «Isn’t It a Pity» и «I Won’t Say I WilL» подчеркивающими «красивый, чувственный стиль Воан». «Сара никогда не звучала лучше», — завершил рецензент. В другой статье журнала отменили, что «тёплая, плавная интерпретация мелодий Гершвина мисс Воан доставляет истинное удовольствие от прослушивания».

## Список композиций
Все тексты написаны Айрой Гершвином, вся музыка написана Джорджем Гершвином, за исключением отмеченных.
1. «Isn’t It a Pity?» — 3:53
2. «Of Thee I Sing» — 3:10
3. «I’ll Build a Stairway to Paradise» (Бадди Де Сильва, Джордж Гершвин, Айра Гершвин) — 2:39
4. «Someone to Watch over Me» — 3:58
5. «Bidin' My Time» — 3:01
6. «The Man I Love» — 3:34
7. «How Long Has This Been Going On?» — 3:58
8. «My One and Only (What Am I Gonna Do?)» — 3:13
9. «Lorelei» — 2:32
10. «I’ve Got a Crush on You» — 4:00
11. «Summertime» (Джордж Гершвин, Айра Гершвин, Дюбоз Хейуорд) — 2:51
12. «Aren’t You Kinda Glad We Did?» — 3:27
13. «They All Laughed» — 2:23
14. «Looking For a Boy» — 3:38
15. «He Loves and She Loves» — 3:24
16. «My Man’s Gone Now» (Джордж Гершвин, Айра Гершвин, Дюбоз Хейуорд) — 4:22
17. «I Won’t Say I Will» (Бадди Де Сильва, Джордж Гершвин, Айра Гершвин) — 3:24
18. «A Foggy Day» — 3:24
19. «Let’s Call the Whole Thing Off» — 2:22
20. «Things Are Looking Up» — 3:33
21. «Do It Again» (Бадди Де Сильва, Айра Гершвин) — 3:13
22. «Love Walked In» — 3:06

Бонус-треки переиздания 1998 года
1. «Of Thee I Sing» (Stereo LP Take) — 3:23
2. «Summertime» (Alternative Take) — 2:46
3. «Things Are Looking Up» (Incomplete Take) — 2:15
4. «I Won’t Say I Will» (Incomplete Take) (Бадди Де Сильва, Джордж Гершвин, Айра Гершвин) — 0:18
5. «I Won’t Say I Will» (Incomplete Take) — 3:21
6. «I Won’t Say I Will» (Incomplete Take) — 1:21
7. «I Won’t Say I Will» (Incomplete Take) — 2:50
8. «I Won’t Say I Will» (Incomplete Take) — 7:49
9. «Of Thee I Sing» (Incomplete Take) — 1:35
10. «Of Thee I Sing» (Incomplete Take) — 2:25
11. «Of Thee I Sing» (Incomplete Take) — 2:16
12. «Of Thee I Sing» (Incomplete Take) — 4:02
13. «My One and Only (What Am I Gonna Do?)» (Incomplete Take) — 1:47
14. «My One and Only (What Am I Gonna Do?)» (Incomplete Take) — 3:11
15. «My One and Only (What Am I Gonna Do?)» (Incomplete Take) — 4:34

## Чарты
| Чарт (1957)                            | Высшая позиция |
| -------------------------------------- | -------------- |
| США (Billboard Most Played by Jockeys) | 4              |

## Участники записи
- Аранжировка, дирижёр — Хэл Муни
- Вокал — Сара Воан
- Фортепиано — Джимми Джонс